# Рыжков, Николай Иванович
Никола́й Ива́нович Рыжко́в  (28 сентября 1929, Дылеевка, Артёмовский округ, Украинская ССР, СССР — 28 февраля 2024, Москва, Россия) — советский и российский партийный и государственный деятель. Член Совета Федерации (2003—2020), Сенатор Российской Федерации от исполнительной власти Белгородской области (2020—2023). Последний Председатель Совета министров СССР (1985—1991). Депутат Совета Союза Верховного Совета СССР (1974—1989) от Свердловской области. Лауреат Государственной премии СССР (1969, 1979).
Николай Рыжков был тесно связан с политикой Михаила Горбачёва, стремившегося оживить советскую экономику с помощью передовых технологий и некоторой степени децентрализованного планирования. Однако он сопротивлялся внедрению рыночных цен и других механизмов, и к 1990 году его руководство подверглось резкой критике со всех сторон. В январе 1991 года, после перенесённого сердечного приступа, Рыжков уступил должность главы правительства Валентину Павлову.
Герой Труда Российской Федерации (2019), Национальный герой Армении (2008).
Из-за поддержки аннексии Крыма и вторжения России на Украину находился под санкциями стран Евросоюза, США, Великобритании и ряда других стран.

## Биография

### Ранние годы
Родился 28 сентября 1929 года в семье потомственного рабочего-шахтёра Ивана Фёдоровича Рыжкова в селе Дылеевка (Артёмовский округ Украинской ССР, ныне посёлок, входящий в Торецкую городскую общину Донецкой области Украины). Его дед был кузнецом на шахте «Северная», отец уже работал в забое. Шахтёром стал и младший брат Николая.
Пережив войну, Николай Рыжков, как и многие его сверстники, мечтал быть военным, лётчиком. Поэтому после семилетки в 1946 году он поехал поступать в Таганрогский авиационный техникум, думая, что он готовит авиаторов, однако на месте выяснилось, что техникум машиностроительный. Но поскольку там не было общежития, Николай не смог там учиться и отправился в аналогичное учебное заведение в Краматорск.
Краматорский машиностроительный техникум распределял учащихся по квартирам, где они жили по 10 человек в комнате, так как город был сильно разрушен после войны. Занятия первоначально тоже проходили во временных помещениях, в первый год учёбы здание техникума и общежития строилось, в этом принимали участие и учащиеся. Первые два года Николай учился не блестяще, но преподаватели в техникуме были очень хорошие, и они заложили в молодом человеке тягу к знаниям. В последние два года он уже учился на «хорошо» и «отлично» и окончил техникум в 1950 году в числе лучших. Однако в 5 % выпускников, имевших право после техникума не отрабатывать по распределению положенные три года и сразу поступать в вуз, он не попал. На выбор ему предложили работу в Алма-Ате, Барнауле, Кургане и Свердловске. Он выбрал последний и «Уралмаш», поскольку в кинохронике видел город и Уральский политехнический институт, где мог продолжить учёбу.

### Уралмаш и Госплан
На «Уралмаше» Рыжков начал работать в 1950 году и сразу попросился в цех, хотя его специальность в техникуме была ближе к конструированию. Карьеру начал мастером в цехе № 31, среднем по меркам завода — в нём работало 700 человек, которые производили подъёмные краны для металлургии. С темой подобного подъёмного оборудования была связана дипломная работа Рыжкова в техникуме: он рассчитывал тележку крана грузоподъёмностью до 350 тонн.
За девять лет Николай Иванович прошёл в цехе путь до его начальника, в 1956 году стал членом КПСС. Параллельно с работой продолжил учёбу и в 1953—1959 годах получил инженерное образование в Уральском политехническом институте имени С. М. Кирова. Начальником цеха его назначили во время учёбы на третьем курсе (в 26 лет) по предложению директора завода Георгия Глебовского. Сразу по окончании института Рыжков был назначен главным технологом завода по сварке, а в 1965 году — главным инженером. В 1970—1971 годах — директор завода, в 1971—1975 годах — генеральный директор ПО «Уралмаш».

### Перевод в Москву
В 1975—1979 годах работал первым заместителем министра тяжёлого и транспортного машиностроения СССР В. Ф. Жигалина.
В 1979—1982 годах — первый заместитель председателя Госплана СССР.
Депутат Верховного Совета СССР 9 — 11 созывов (1979—1989).

### Высшее партийное руководство
В 1981—1991 годах — член ЦК КПСС. С 22 ноября 1982 по 15 октября 1985 года — секретарь ЦК КПСС, одновременно — заведующий Экономическим отделом ЦК КПСС. В интервью Леониду Радзиховскому (в газете «Новый взгляд», 1992) Рыжков вспоминал:
В ноябре 82-го года меня — совершенно неожиданно — избрали секретарём ЦК и Андропов ввёл меня в команду, готовившую реформы. Туда входили и Горбачёв, Долгих… Об этой работе по подготовке реформ я не жалею. Ситуация была тяжёлой, кризис зрел. Мы стали разбираться с экономикой, а с этого началась перестройка в 85 году, где практически были использованы итоги того, что сделали в 83-84 годах. Не пошли бы на это — было бы ещё хуже.
(«Андропов поручил члену ПБ Горбачёву, кандидату в члены ПБ Долгих и секретарю ЦК по экономике Рыжкову тщательно изучить сложившееся в экономике положение и подготовить предложения по её реформированию», — писал Рыжков в своих мемуарах.)
С 23 апреля 1985 по 14 июля 1990 года — член Политбюро ЦК КПСС.
Депутат Верховного Совета РСФСР (1986—1990).
В 1988 году защитил диссертацию на соискание учёной степени кандидата экономических наук по теме «Управление качеством промышленной продукции в новых условиях хозяйствования».

### Председатель Совета министров СССР

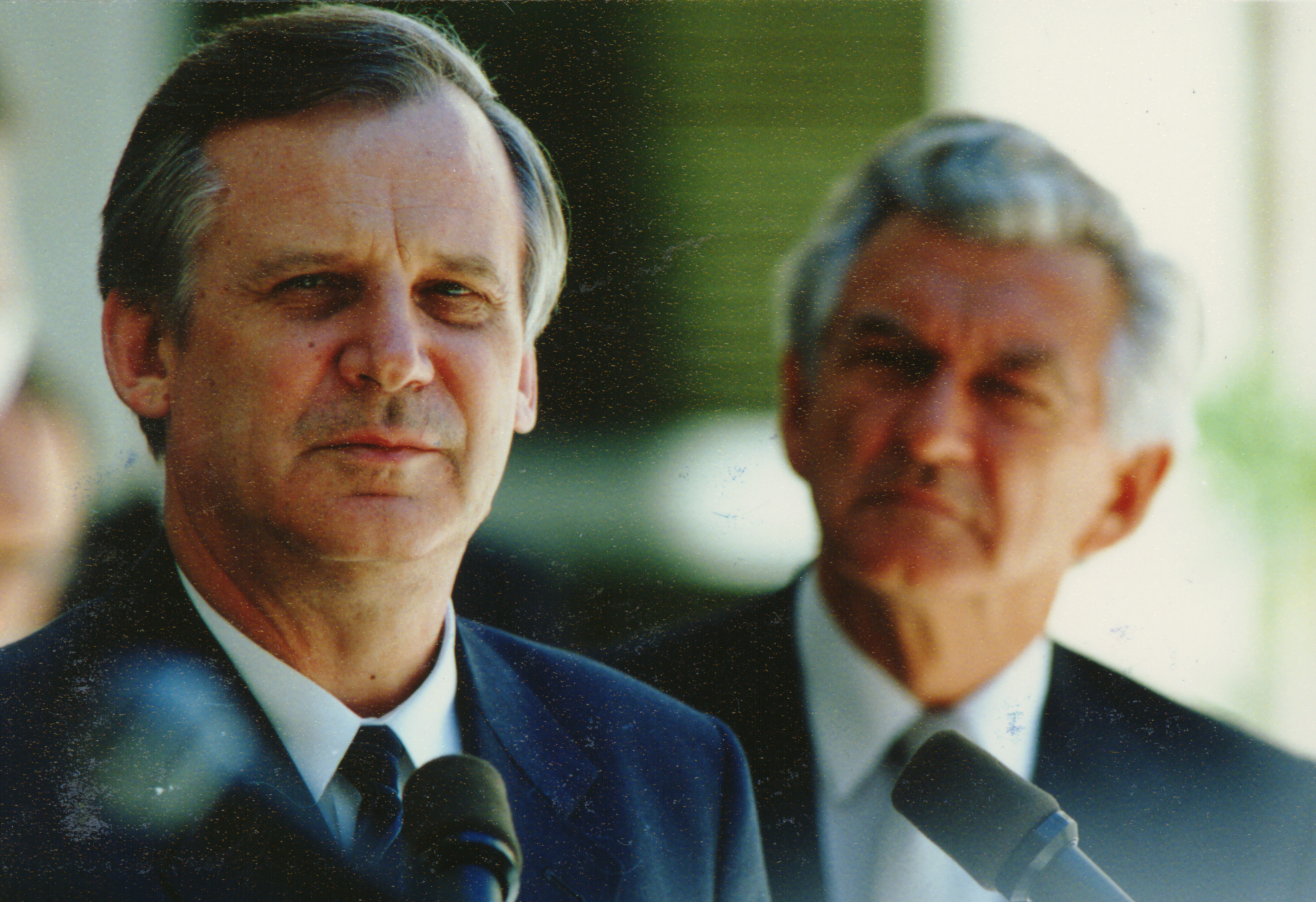
Николай Рыжков и Боб Хоук. Февраль 1990

С 27 сентября 1985 по 14 января 1991 года — председатель Совета министров СССР.
Николай Рыжков находился на должности председателя Совета министров СССР с начала перестройки, когда были заложены основы изменений в хозяйственной и экономической жизни страны. Заметно сократилось обновление основных фондов, производство средств производства и отчётливо возросла дифференциация доходов групп населения, приведшая к изменению масштаба цен уже в 1988 году. Таким образом, в период его руководства были созданы предпосылки для системного кризиса экономики в 1991—1998 годах. Однако не следует считать, что Рыжков имел злой умысел на развал экономики СССР. По воспоминаниям коллег, причина лежит в его недостаточной компетентности и отсутствии необходимой квалификации, что регулярно приводило к манипулированию им со стороны его помощников. В книге «Красная дюжина. Крах СССР: они были против» приводится его трактовка отставки с этого поста («не хотел быть на капитанском мостике тонущего корабля»).
В 1987 году на верфи Вяртсиля в Финляндии принял рекордно большое судно «Трансшельф». По словам академика Легасова, Н. И. Рыжков внёс значительный вклад в организацию работ по ликвидации последствий аварии на Чернобыльской АЭС в 1986 году. Н. И. Рыжков внёс также весомый личный вклад в организацию восстановительных работ после Спитакского землетрясения.
Когда Михаил Горбачёв приступил к реформам, Николай Рыжков поддержал его курс, видя свою задачу в создании «рыночного социализма», к которому следовало двигаться «эволюционным путём». Академик Олег Богомолов отмечал, что «Рыжков одобрял идеи Перестройки, но относился к ним с осторожностью…».
Рыжков утверждает, что ввёл в 1988 году в отечественную экономику понятия монополизма и конкуренции.
В 1989 году в СССР начался тяжёлый экономический кризис: замедлился и начал сокращаться рост промышленного производства, увеличился дефицит госбюджета (в 1991 году он достиг 20—30 % от уровня ВВП), наметился рост безработицы (в 1990 году — до 3,5 %, в 1991 году — до 4,2 %). В годы XII пятилетки (1986—1990) снижались темпы роста валового национального продукта, а в 1990 году рост сменился падением. В условиях фиксированных розничных цен на товары потребления и сокращения производства дешёвых товаров это привело к их практически полному исчезновению из магазинов — обостряется дефицит, поскольку объёмы производства товаров народного потребления де-факто не удовлетворяли объёму денежной массы. В течение 1989 года в союзных республиках начинают вводиться талоны на продукты питания, в 1989—1990 гг. впервые после Великой Отечественной войны в сотнях городов и посёлков СССР были введены продовольственные талоны и карточки.
24 мая 1990 года на заседании сессии Верховного Совета СССР, транслировавшемся на всю страну по телевидению, заявил, что цены на хлеб и продукты неоправданно низкие и должны повыситься.
С марта по декабрь 1990 года являлся членом Президентского Совета СССР (по должности).
В декабре 1990 года Рыжков заявил Горбачёву о своём намерении уйти в отставку, объясняя это тем, что он не согласен с той экономической моделью, которую предложили Ельцин и Явлинский.
Анатолий Собчак обвинял Николая Рыжкова в потворстве созданию кооператива «АНТ», сотрудники которого пытались вывезти за рубеж 12 танков. Между тем, ухудшению экономической ситуации в стране на рубеже 1980-х — 1990-х годов способствовал и тот факт, что в пылу политической борьбы оказались забыты повседневные нужды — урожай оставался неубранным, несмотря на еженедельные выступления Н. И. Рыжкова по телевидению (особенно негативно в этом отношении высказывались руководители столиц — Гавриил Попов, Сергей Станкевич и Анатолий Собчак) и всё это — обвинения в адрес союзного правительства, политическая борьба вокруг концепций экономического оздоровления страны — «500 дней» Станислава Шаталина и Григория Явлинского, на которой настаивали радикалы, с одной стороны, и правительственной, разработанной Советом министров Н. И. Рыжкова, с другой — привело к тому, что 25 декабря 1990 года Николай Рыжков перенёс обширный инфаркт. В ходе лечения был отправлен М. С. Горбачёвым в отставку. «Рыжков был Горбачёву союзник» (до его попытки выдвижения кандидатом в президенты СССР), — говорил про тот период академик Станислав Шаталин. Егор Лигачёв в 2010 году отмечал, что «Рыжков против Горбачёва никогда не выступал публично». На следующий день после отставки Верховный Совет СССР назначил Рыжкову за особые заслуги пожизненную персональную пенсию в размере 1200 рублей в месяц.

### После отставки
В 1991 году, выйдя на пенсию, баллотировался в президенты РСФСР от КПСС (набрал чуть больше 16 % голосов, заняв второе место после Ельцина, избранного в первом туре).
Во время событий 19-21 августа 1991 года находился дома и по телевизору узнал о выступлении ГКЧП. Поддержал действия российских властей против комитета. Спустя 25 лет назвал выступление ГКЧП «своеобразной попыткой остановить разрушение СССР».
После запрета КПСС в ноябре 1991 года, Рыжков стал беспартийным.
В декабре 1991 года был одним из тех, кто подписал обращение к Президенту СССР и Верховному Совету СССР с предложением о созыве чрезвычайного Съезда народных депутатов СССР.
Работал экспертом Военно-промышленной инвестиционной компании, был советником, а затем до марта 1995 года председателем совета директоров Тверьуниверсалбанка.
В ноябре 1992 года выступал в качестве свидетеля в Конституционном суде РФ по делу КПСС.
В начале 1995 года вернулся в большую политику, возглавив избирательный блок «Власть-народу!».
С 1998 по 2011 год возглавлял Координационный совет содействия отечественным товаропроизводителям (в настоящее время Российский союз товаропроизводителей), объединяющий более 130 отраслевых союзов и ассоциаций.
В ноябре 1993 года Николай Рыжков опубликовал в газете «Правда» обращение к соотечественникам «Построим мемориальный комплекс и храм в Прохоровке». Речь шла о необходимости завершить строительство к 50-летию Победы в Великой Отечественной войне мемориального комплекса в Прохоровке Белгородской области, где в 1943 году развернулась танковая битва, сыгравшая огромную роль в ходе войны.

### Государственная дума
В 1993 году начал заниматься проблемами Прохоровского поля в Белгородской области… Потом мне предложили стать депутатом, и я дважды баллотировался от Белгородской области.
В декабре 1995 года был избран депутатом Государственной думы Федерального собрания России второго созыва по Белгородскому одномандатному избирательному округу № 62 от блока «Власть — народу». В думе возглавлял депутатскую группу «Народовластие». Председатель исполкома Народно-патриотического союза России (1996—1998).
В декабре 1999 года по тому же округу был избран депутатом Государственной думы третьего созыва.

### Совет Федерации

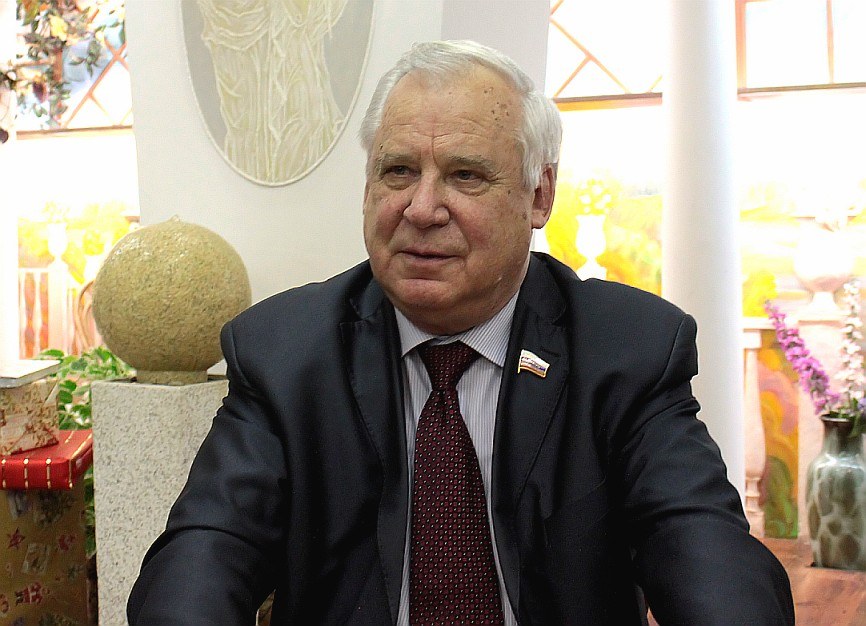
Николай Рыжков в год 80-летнего юбилея. 2009

В сентябре 2003 года 73-летний Николай Рыжков отказался от участия в предстоящих в декабре выборах в Госдуму и принял предложение белгородского губернатора Евгения Савченко стать его представителем в Совете Федерации. 17 сентября на очередном заседании Белгородской облдумы губернатор Савченко вынес на утверждение депутатов своё постановление о назначении Николая Рыжкова сенатором. Кандидатура Рыжкова была единогласно поддержана депутатами. 24 сентября утверждён в Совете Федерации. В связи с этим Рыжков досрочно сложил полномочия депутата Государственной думы 3 созыва (срок истекал в декабре).
В 2006—2011 годах был председателем комиссии Совета Федерации по естественным монополиям. Член комитета по федеративному устройству, региональной политике, местному самоуправлению и делам Севера. Сопредседатель российско-армянской комиссии межпарламентского сотрудничества.
6 июля 2007 года, после утверждения в должности губернатора Савченко на новый срок, полномочия Рыжкова в Совете Федерации были подтверждены.
В октябре 2012 года на выборах губернатора Белгородской области вновь был избран Савченко. И 22 октября 2012 года Рыжков вновь наделён полномочиями члена Совета Федерации от исполнительного органа государственной власти Белгородской области.
Перед назначением являлся депутатом Совета депутатов Губкинского городского округа Белгородской области на непостоянной основе. Является членом Комитета Совета Федерации по федеративному устройству, региональной политике, местному самоуправлению и делам Севера.
На заседании Совета Федерации 1 марта 2014 года проголосовал (так же, как и все остальные члены СФ) за выдачу разрешения Президенту России использовать при необходимости Вооружённые силы на территории Украины. При этом в своём выступлении так оценил происходящее:

События на Украине — это настоящий бунт. Коричневая чума захватила власть.
В октябре 2017 года на выборах губернатора Белгородской области вновь был избран после избрания Савченко. Рыжков вновь наделён полномочиями члена Совета Федерации от исполнительного органа государственной власти Белгородской области.
В марте 2021 года СМИ писали, что после выборов в сентябре Николай Рыжков, которому к тому времени исполнится 92 года, может покинуть Совет Федерации. Однако избранный губернатором Белгородской области Вячеслав Гладков сразу после вступления в должность 27 сентября 2021 года вновь назначил его на пост сенатора.
После смерти Ивана Силаева (8 февраля 2023 года) Рыжков был последним из живущих глав правительства СССР.
Полномочия сенатора Рыжкова были досрочно прекращены 25 сентября 2023 года. Свою отставку политик прокомментировал следующим образом: «Я посмотрел свой паспорт и сказал „хватит“».

### Смерть и похороны
Скончался 28 февраля 2024 года в Москве на 95-м году жизни, сообщила в этот же день в своём Telegram-канале Председатель Совета Федерации Валентина Матвиенко.
Церемония прощания и отпевание состоялись 1 марта в Москве в Храме Христа Спасителя. Похоронен на Троекуровском кладбище.

### Семья
Вдова — Людмила Сергеевна Рыжкова (род. 5.05.1932), двадцать лет проработала инженером-конструктором на «Уралмаше».
- Дочь — Марина Николаевна Рыжкова[6] (род. 22.10.1956); юрист, кандидат юридических наук, старший преподаватель Академии внутренних дел РФ, полковник милиции[6].

Зять — Борис Михайлович Гутин (род. 02.09.1953), бывший член Совета Федерации Федерального собрания Российской Федерации от законодательного органа государственной власти Ямало-Ненецкого автономного округа.
- - Внук — Николай Борисович Гутин (род. 11.02.1983).
  - Внучка — Людмила Борисовна Гутина (род. 6.12.1986), замужем за Владимиром Бабичевым, бывшим начальником Тверской таможни и экс-мэром Твери. Трое детей.

## Санкции
C 17 марта 2014 года, после аннексии Крыма, попал под санкции Евросоюза так как «публично поддержал в Совете Федерации ввод российских войск на Украину», в 2022 году поддержал в Совете Федерации законодательство об аннексии Донецкой, Луганской, Херсонской и Запорожской областей Украины.
7 сентября 2022 года, после вторжения России на Украину, был внесён в санкционный список Украины за «поддержку незаконным попыткам России аннексировать суверенную украинскую территорию путём проведения фиктивных референдумов».
30 сентября 2022 года был внесён в санкционный список Соединённых Штатов Америки «за аннексию Путиным регионов Украины» и одобрения закона о фейках. Государственный департамент отмечает, что сенаторы «проголосовали за одобрение просьбы Путина о вводе войск в Украину, что послужило неоправданным предлогом для полномасштабного вторжения России в Украину».
По аналогичным основаниям находился в санкционных списках Великобритании, Канады, Швейцарии, Австралии и Новой Зеландии.

## Награды, звания

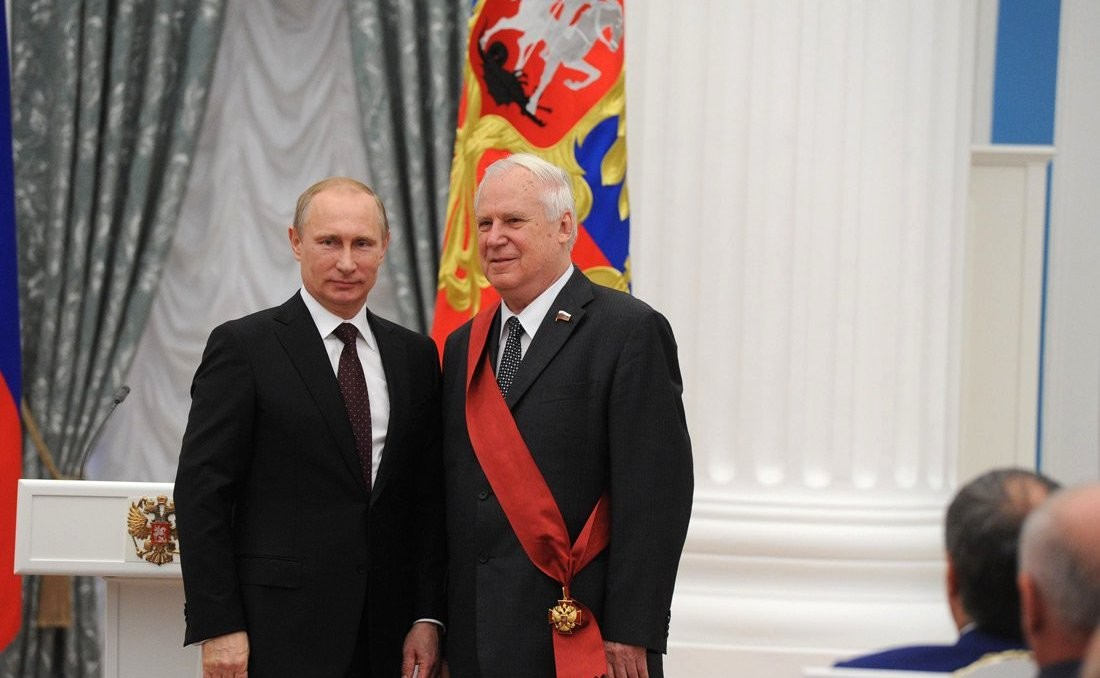
Награждение орденом «За заслуги перед Отечеством» I степени. 31 июля 2014

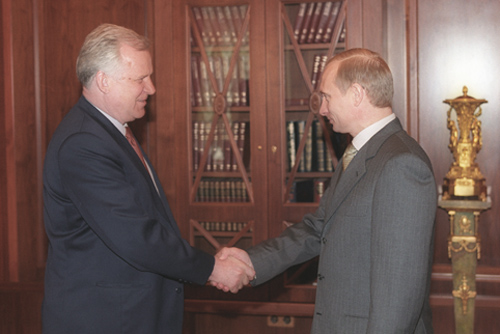
Николай Рыжков с президентом России Владимиром Путиным. 4 июля 2000

- Герой Труда Российской Федерации (19 сентября 2019) — за особые трудовые заслуги перед государством и народом[58].
- Орден «За заслуги перед Отечеством» I степени (21 июля 2014) — за большой вклад в укрепление и развитие российской государственности и парламентаризма[59].
- Орден «За заслуги перед Отечеством» IV степени (27 сентября 2004) — за большой вклад в укрепление российской государственности и многолетнюю добросовестную работу[60].
- Орден Почёта (12 июня 2013 года) — за большой вклад в развитие российского парламентаризма и активную законотворческую деятельность[61].
- Два ордена Ленина[6] (1974, 1976)
- Орден Октябрьской Революции[6] (1971)
- Два ордена Трудового Красного Знамени[6] (1966, 1979)
- Орден Отечественной войны I степени (1985)
- Медаль «В память 850-летия Москвы» (1997)
- Медаль «В память 1000-летия Казани» (2005)
- медаль «За доблестный труд. В ознаменование 100-летия со дня рождения Владимира Ильича Ленина» (1970)
- Медаль Столыпина П. А. I степени (26 сентября 2014) — за большой вклад в решение стратегических задач социально-экономического развития страны и многолетний плодотворный труд[62].
- Медаль Столыпина П. А. II степени (23 сентября 2019) — за заслуги в законотворческой деятельности, направленной на решение стратегических задач социально-экономического развития страны[63].
- Государственная премия СССР (1969)[6][7] — за создание и внедрение комплексно-механизированного показательного сварочного производства в уникальном блоке сварных машиностроительных конструкций Уралмашзавода (с коллективом).
- Государственная премия СССР (1979)[6][7] — за создание и внедрение высокопроизводительных слябовых машин непрерывного литья заготовок криволинейного типа для металлургических комплексов большой мощности (с коллективом).
- Почётная грамота Президента Российской Федерации (3 октября 2009) — за многолетнюю плодотворную работу по развитию российского парламентаризма и активную законотворческую деятельность[64].
- Благодарность Президента Российской Федерации (14 января 2008) — за большой личный вклад в законотворческую деятельность и по итогам работы Совета Федерации Федерального Собрания Российской Федерации в период 2006—2007 годов[65].
- Почётная грамота правительства Российской Федерации (28 сентября 1999) — за заслуги перед государством, многолетний плодотворный труд и в связи с 70-летием со дня рождения[66].
- Национальный герой Армении с вручением Ордена Отечества (Армения, 6 декабря 2008) — за личный вклад в организацию восстановительных работ после катастрофического землетрясения, произошедшего в Армении в 1988 году, а также за исключительную моральную поддержку армянского народа в трудные минуты[67][68]. В 2024 году Н. И. Рыжков являлся единственным в истории обладателем данного звания не армянского происхождения[69].
- Орден князя Ярослава Мудрого V степени (Украина, 24 сентября 2004) — за выдающийся личный вклад в развитие российско-украинского сотрудничества и по случаю 75-летия со дня рождения[70].
- Орден Почёта (Белоруссия, 28 сентября 2004) — за значительный вклад в укрепление мира, дружественных отношений и сотрудничества между Республикой Беларусь и Российской Федерацией[71].
- Орден «Достык» II степени (Казахстан, 29 сентября 2004) — за плодотворную деятельность по укреплению дружбы и сотрудничества между народами Казахстана и России[72].
- Орден «Данакер» (Кыргызстан, 24 июня 2004) — за значительный вклад в укрепление дружбы и сотрудничества между кыргызским и русским народами[73].
- Почётная грамота Кабинета Министров Украины (27 сентября 2004) — за личный вклад в углубление двусторонних украинско-российских отношений и содействия укреплению экономических и культурных связей между Украиной и Российской Федерацией[74].
- Почётный гражданин Гюмри (2001).
- Почётный гражданин Белгородской области (27 сентября 2004) — за многолетний плодотворный труд, большой вклад в социально-экономическое развитие Белгородской области и в связи с 75-летием со дня рождения[75].
- Почётный гражданин Свердловской области (8 октября 2014 года)[76][77].
- Почётный житель[77] города Торецка (бывший Дзержинск).
- Международная премия «Древо жизни» (16 апреля 2015, Межпарламентская ассамблея СНГ)[78].
- Национальная премия «Имперская культура» имени Эдуарда Володина (2007)[79][80].
- Благодарность Председателя Государственного Собрания (Ил Тумэн) Республики Саха (Якутия) (23 сентября 2019) — за вклад в укрепление и развитие межпарламентских связей
- В 1998 году за весомый личный вклад в организацию восстановительных работ после Спитакского землетрясения в городе Спитаке Н. И. Рыжкову был установлен памятник[81].
- Золотая медаль имени Л. Н. Толстого (Международная ассоциация детских фондов).
- «Серебряный крест» Союза армян России — за активную общественную деятельность по сплочению армян в регионах, сохранению национальной самобытности, защите прав и интересов, росту авторитета «Союза армян России» и поддержанию мира и согласия с различными этническими группами, населяющими Россию, а также активное участие в организации, развитии и укреплении связей между общественностью России и Армении, помощи населению Юга России, пострадавшего от небывалого стихийного бедствия — наводнения[82].

## Память
- В городе Гюмри (Армения) одна из улиц названа в честь Николая Рыжкова[83].

## В документалистике
- «Вторая русская революция» (Би-Би-Си, 1991)
- Исторические хроники с Николаем Сванидзе, 91-я серия «1989 год. Николай Рыжков» (ВГТРК)
- Николай Рыжков. Последний Премьер Империи (ВГТРК, 2014)

## Киновоплощения
- Владимир Литвинов в сериале «ГДР» (2024).